# Громов, Сергей Алексеевич
Сергей Алексеевич Громов (6 (17) октября 1776—27 февраля (10 марта) 1856) — судебный медик, академик и заслуженный профессор Санкт-Петербургской медико-хирургической академии.

## Биография
В 1802 году окончил Императорскую медико-хирургическую академию в Санкт-Петербурге. С 1803 года работал в Петербургском военном госпитале, а затем был направлен в трёхгодичную командировку за границу. С 1806 года он руководил кафедрой повивального искусства и судебной медицины в академии; с 1819 года — академик, а с 1834 года — заслуженный профессор этой академии. Действительный статский советник с 1830 года.
В 1837 году оставил академию.
Состоял почётным членом Петербургской и Виленской медико-хирургических академий, членом русских и иностранных научных обществ и ряда комиссий.
Его руководство «Краткое изложение судебной медицины для академического и практического употребления» (СПб., 1832; 2-е изд. — 1838) было удостоено от Российской академии наук половинной Демидовской премии; по нему преподавалась судебная медицина во всех университетах и академиях Российской империи.
Умер 27 февраля (10 марта) 1856 года. Похоронен на Волковском православном кладбище. Могила утрачена. Там же была похоронена его жена Анна Ивановна.